# Křepenice
Křepenice település Csehországban, a Příbrami járásban. Křepenice Borotice, Nalžovice, Dublovice és Županovice településekkel határos. Lakosainak száma 214 fő (2024. január 1.).

## Népesség
A település lakosságának változását az alábbi diagram mutatja:
| Lakosok száma | 316  | 350  | 307  | 279  | 219  | 166  | 185  | 191  | 203  | 214  |
|               | 1869 | 1890 | 1921 | 1950 | 1980 | 2001 | 2017 | 2019 | 2022 | 2024 |